# Jeffrey Epstein
Jeffrey Edward Epstein (angleška izgovorjava /ˈɛpstiːn/; 20 januar 1953  –  10. avgust 2019) je bil ameriški financer in obsojen posiljevalec .   Svoje poklicno življenje je začel kot učitelj, nato pa se je v različnih vlogah preusmeril v bančni in finančni sektor, delal je pri podjetju Bear Stearns, preden je ustanovil svoje podjetje. Razvil je elitni družbeni krog in podkupil veliko žensk, predvsem mladoletnih deklet, ki so jih nato Epstein in nekateri njegovi znanci, večinoma premožni in ugledni Američani in Britanci, spolno zlorabljali.  Julija 2025 je Wall Street Journal objavil zgodbo o Trumpovi pikantni čestitki Epsteinu ob njegovi petdesetletnici (2003). 
Leta 2005 je policija v Palm Beachu na Floridi začela preiskovati Epsteina, potem ko se je ena od staršev zlorabljenih deklet, pritožila da je spolno zlorabljal njeno 14-letno hčer.  Epstein je priznal krivdo, leta 2008 pa ga je sodišče na Floridi obsodilo zaradi izdaje mladoletne deklice zaradi prostitucije in izsiljevanja prostitutk. Služil je skoraj 13   mesecev v priporu, vendar z obsežnim delovnim izpustom. Obsojen je bil le zaradi teh dveh kaznivih dejanj v okviru sporazuma o priznanju krivde; zvezni uradniki so dejansko identificirali 36 deklet, nekatera stara 14 let, ki jih je Epstein spolno zlorabljal.  
Epsteina so 6. julija 2019 ponovno aretirali zaradi zveznih obtožb zaradi trgovanja z mladoletniki na Floridi in v New Yorku.   Umrl je v svoji zaporni celici 10. avgusta 2019.  Medicinski inšpektor je smrt razsodil za samomor čeprav so Epsteinovi odvetniki sodbo izpodbijali.   Ker njegova smrt odpravlja možnost kazenske ovadbe, je sodnik 29. avgusta 2019. vse kazenske ovadbe zavrnil.  
Epstein se je rodil leta 1953 v zvezni državi New York v Brooklynu judovskim staršem   Pauline ( née Stolofsky, 1918–2004)  in Seymour G. Epstein (1916–1991). Njegova starša sta se poročila leta 1952, tik pred njegovim rojstvom. Pauline je delala kot šolska pomočnica in bila domača. Seymour Epstein je delal v newyorškem oddelku za parke in rekreacijo kot kmet in vrtnar.  Jeffrey Epstein je bil starejši od dveh bratov in sester. Epstein in njegov brat Mark sta odraščala v delavski soseski Sea Gate na otoku Coney v Brooklynu.
Epstein je začel delati septembra 1974 kot učitelj fizike in matematike za najstnike v šoli Dalton na zgornjem vzhodnem delu Manhattna .   Najel ga je Donald Barr   (oče ameriškega državnega tožilca Williama Barra ), ki je bil ravnatelj do junija 1974.  Epstein je na ekskluzivni zasebni šoli poučeval od konca leta 1974 do odpovedi junija 1976 zaradi »slabega delovanja«.  Med poučevanjem v šoli se je Epstein seznanil z Alanom Greenbergom, glavnim izvršnim direktorjem Bear Stearnsa, katerega sin in hči sta hodila v šolo. Greenbergova hči, Lynne Koeppel, je opozorila na konferenco za starše, kjer je Epstein vplival na drugega starca Daltona, da se je zavzemal za njega. Greenberg, navdušen nad Epsteinovo inteligenco in prizadevanjem za finančni uspeh, mu je ponudil službo pri Bearu Stearnsu.  